# Jasta
Jasta – album solowy amerykańskiego wokalisty Jamey'ego Jasty. Wydawnictwo ukazało się 26 lipca 2011 roku nakładem wytwórni muzycznych Entertainment One i Century Media Records. Materiał został zarejestrowany pomiędzy styczniem a kwietniem 2011 roku w Dexter Lab Recording LLC w Milford w stanie Connecticut.
Gościnnie w nagraniach wzięli udział m.in. gitarzysta Zakk Wylde - lider formacji Black Label Society oraz członkowie Lamb of God - wokalista Randy Blythe i gitarzysta Mark Morton. 
Album dotarł do 132. miejsca listy Billboard 200 w Stanach Zjednoczonych sprzedając się w nakładzie 4 tys. egzemplarzy w przeciągu tygodnia od dnia premiery.

## Lista utworów
Opracowano na podstawie materiału źródłowego.
1. "Walk That Path Alone" - 2:16
2. "Mourn The Illusion" - 3:14
3. "Screams From The Sanctuary" - 3:04
4. "Nothing They Say" - 4:01
5. "Anthem Of The Freedom Fighter" - 3:41
6. "Something You Should Know" (gościnnie: Phil Labonte) - 2:53
7. "Set You Adrift" - 3:23
8. "Enslaved, Dead Or Depraved" (gościnnie: Randy Blythe) - 3:04
9. "With A Resounding Voice" (gościnnie: Tim Lambesis) - 3:05
10. "The Fearless Must Endure" (gościnnie: Zakk Wylde) - 3:13
11. "Heart Of A Warrior" (gościnnie: Mike Vallely) - 1:57
12. "Death Bestowed" (gościnnie: Mark Morton) - 3:32

## Twórcy
Opracowano na podstawie materiału źródłowego.

- Jamey Jasta - wokal prowadzący, oprawa graficzna, produkcja muzyczna, producent wykonawczy
- Paul Grosso - oprawa graficzna
- Nick Bellmore - perkusja, instrumenty perkusyjne
- Steve Ross, John Franck, Scott Givens - producent wykonawczy
- Charlie Bellmore - gitara rytmiczna, gitara prowadząca, gitara basowa
- Darren "Zeus" Bohler - miksowanie, mastering
- Tom Medvedich - zdjęcia
- Randy Blythe - gościnnie wokal w utworze "Enslaved, Dead Or Depraved"
- Tim Lambesis - gościnnie wokal w utworze "With a Resounding Voice"
- Phil Labonte - gościnnie wokal w utworze "Something You Should Know"
- Zakk Wylde - gościnnie gitara w utworze "The Fearless Must Endure"
- Mark Morton - gościnnie gitara w utworze "Death Bestowed"
- Mike Vallely - gościnnie wokal w utworze "Heart of Warrior"

## Listy sprzedaży
| Lista                        | Kraj              | Pozycja |
| ---------------------------- | ----------------- | ------- |
| Billboard 200                | Stany Zjednoczone | 132     |
| Billboard Hard Rock Albums   | Stany Zjednoczone | 10      |
| Billboard Independent Albums | Stany Zjednoczone | 23      |
| Billboard Heatseekers Albums | Stany Zjednoczone | 1       |
| Billboard Top Rock Albums    | Stany Zjednoczone | 34      |